# Dacia 2000
Der Dacia 2000 ist eine Schräghecklimousine des rumänischen Automobilherstellers Dacia, die von 1979 bis 1982 in geringen Stückzahlen entstand und dem dortigen Partei- und Staatsapparat vorbehalten war. Sie ist baugleich mit dem französischen Renault 20.

## Entstehungsgeschichte
In den 1960er-Jahren begann in Rumänien die Produktion von Personenkraftwagen. In der Ceaușescu-Ära arbeitete das Land eng mit französischen Unternehmen zusammen. Der 1966 gegründete Hersteller Dacia produzierte ab 1969 in Mioveni Lizenzvarianten des vier- und fünftürigen Renault 12, die im Heimatland, im Ostblock und vereinzelt auch im westlichen Ausland verkauft wurden; die Modellbezeichnung lautete meist Dacia 1300. Der Dacia 1300 wurde zum „rumänischen Volksauto“; zugleich war er das Standardfahrzeug der rumänischen Behörden einschließlich Polizei und Securitate. Allerdings war das Auto mit seinem 54 PS (40 kW) leistenden Motor schwach motorisiert. Um die Sicherheitsbehörden künftig besser auszurüsten, entschieden sich die Planungsbehörden daraufhin für die Einführung eines stärkeren, oberhalb des 1300 positionierten Modells. Weil eigene Entwicklungskapazitäten fehlten, griff Dacia erneut auf Renault zurück, wobei die Wahl auf Renaults seinerzeit größtes Modell, den R20, fiel. Aus ihm wurde 1979 der Dacia 2000. Er ist mit dem Renault nahezu vollständig identisch. 1982 entstanden die letzten dieser Wagen.
Die Dacia 2000 waren ausschließlich für die Sicherheitsbehörden und für Angehörige der Parteinomenklatura bestimmt. Ein Fahrzeug ging an Nicolae Ceaușescu; es war besonders hochwertig ausgestattet. Nach der Rumänischen Revolution 1989 gab es angesichts umfangreicher Importe von westlichen Gebrauchtwagen in Rumänien kaum noch Interesse an den großen, mittlerweile veralteten Autos. 40 Jahre nach dem Bau des letzten Dacia 2000 sind nur noch einzelne fahrbereite Autos bekannt, darunter das 1982 an Nicolae Ceaușescu ausgelieferte Exemplar.

## Modellbeschreibung

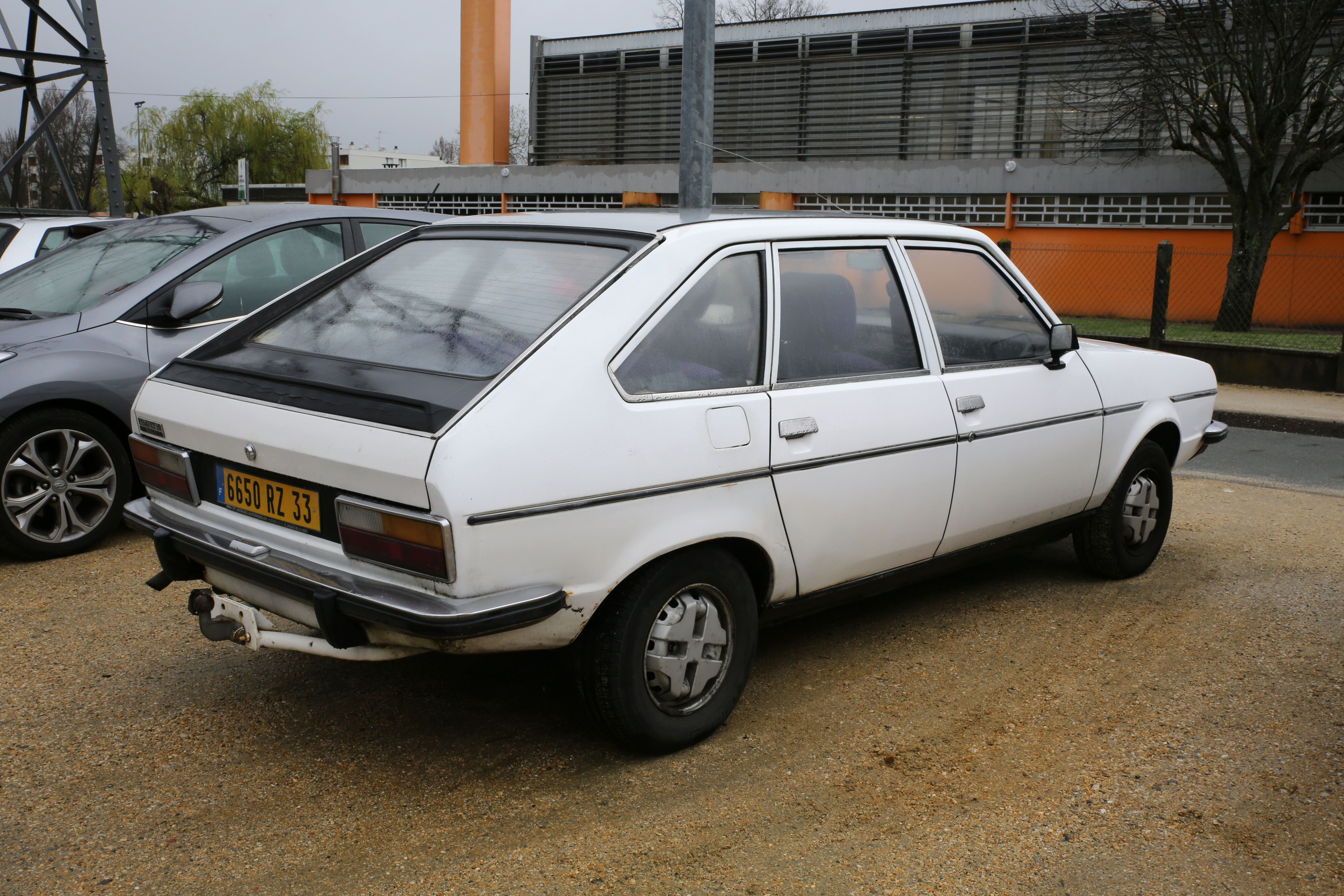
Baugleich: Renault 20

Der Dacia 2000 ist eine viertürige Schräghecklimousine mit großer, oben angeschlagener Heckklappe. Die selbsttragende Karosserie aus Stahlblech entspricht stilistisch vollständig dem von Gaston Juchet entworfenen französischen Renault 20.
Der Dacia 2000 kombiniert verschiedene Ausstattungslinien des Renault 20 miteinander. Die Antriebstechnik entspricht den französischen Basismodellen 20 L und 20 TL; die Innenausstattung dagegen liegt auf dem Niveau des höherwertigen Modells 20 TS, das seinerseits dem des teureren Renault 30 entsprach.
- Mit wenigen Ausnahmen wurden alle Dacia 2000 mit dem 1,6 Liter (1647 cm³) großen Reihenvierzylinder-Ottomotor ausgestattet, der 71 kW (97 PS) leistet; die Kraft wird über ein handgeschaltetes Vierganggetriebe auf die Vorderräder übertragen. Einige wenige Autos, darunter das für Ceaușescu, haben den 2,2 Liter (2165 cm³) großen Vierzylindermotor mit 85 kW (115 PS) Leistung, der in Frankreich im Renault 20 TX erhältlich war; diese Autos waren mit einer Dreigangautomatik ausgestattet.
- Die Ausstattung umfasst elektrische Fensterheber, Servolenkung, eine Geschwindigkeitsregelanlage und – zumindest bei einigen Autos – auch eine Klimaanlage.[4]

Die Dacia 2000 waren ausnahmslos in Blau oder Schwarz lackiert.

## Produktion
Die meisten Quellen berichten, dass die Dacia 2000 in Rumänien aus Teilesätzen zusammengesetzt wurden, die aus Frankreich kamen. Die Autos wurden demnach nicht in Dacias Stammwerk in Mioveni, sondern in einer Werkstatt im benachbarten Ort Ștefănești gebaut. Einem 2018 veröffentlichten Artikel zufolge kamen die Autos hingegen komplett aus Frankreich; in Rumänien sei lediglich das Emblem am Kühlergitter ausgetauscht und ein Dacia-Schriftzug auf der Heckklappe angebracht worden.
Der Produktionsumfang ist nicht zweifelsfrei geklärt. Einer Quelle zufolge entstanden insgesamt 2000 Dacia 2000. Das Produktionsvolumen ist demnach der Anknüpfungspunkt für die Modellbezeichnung. Nach anderer Quelle wurden lediglich 250 Autos gebaut.